# Asteroide próximo a la Tierra

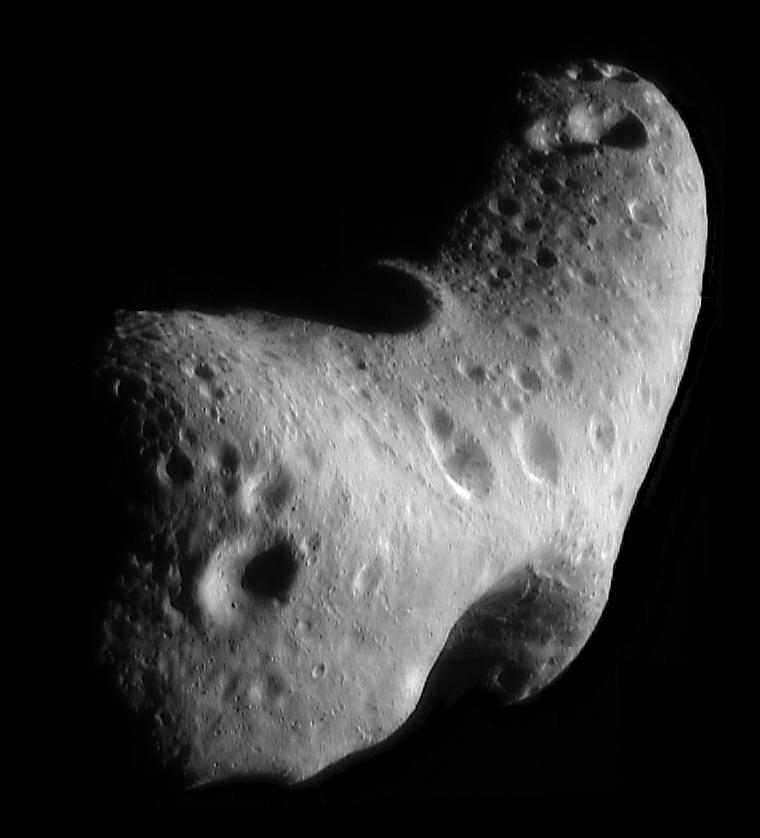
Eros, un asteroide próximo a la Tierra, fotografiado por la sonda espacial NEAR Shoemaker el 29 de febrero de 2010.

Un asteroide próximo a la Tierra o NEA —acrónimo inglés de near-Earth asteroid— es un objeto astronómico no cometario ni meteorítico que se caracteriza por tener una trayectoria que lo lleva a acercase a más de 1,3 ua del Sol y a menos de 0,3 ua de la Tierra. Eros fue el primer asteroide de este grupo en ser descubierto.
Hay más de 10 000 asteroides conocidos con estas características, con diámetros que varían desde un metro a los aproximadamente 32 km de Ganimedes. Los que superan el kilómetro se acercan a los 1000. Probablemente existen decenas de miles de NEA de tamaños entre 1−2000 m. 
Parte de estos cuerpos son residuos de cometas extinguidos y su composición es comparable a la de los asteroides del cinturón principal o a la de los cometas de periodo corto. Otros NEA se cree que se originan en el cinturón de asteroides donde la influencia gravitatoria de Júpiter expulsa al sistema solar interior a los asteroides que caen en los huecos de Kirkwood.
Los NEA solamente sobreviven en su órbita de 10 a 100 millones de años. Al final, son eliminados por decaimiento y crecimiento de su órbita causados por el Sol, por colisiones con los planetas internos, por perturbaciones gravitacionales con otros cuerpos o al ser expulsados del sistema solar por alteraciones de su trayectoria al pasar cerca de los planetas. Tales procesos han debido eliminar muchos de ellos desde hace mucho tiempo, pero también han sido reemplazados con regularidad por la migración orbital de otros, procedentes del cinturón de asteroides. El efecto Yarkovsky contribuye a que el suministro de asteroides a las resonancias jovianas sea continuo.
Algunas de las órbitas de los NEA suponen un peligro de colisión para la Tierra. Por otra parte, los NEA son más fácilmente observables desde naves espaciales que desde la Tierra misma; de hecho algunos pueden ser alcanzados con mucho menos Delta-v que lo que lleva alcanzar a la Luna. Dos NEA han sido visitados por naves espaciales:
- Eros por la sonda espacial NEAR Shoemaker de la NASA y
- Itokawa, por la sonda Hayabusa, misión dirigida por la JAXA (Agencia Japonesa de Exploración Aeroespacial).

Los NEA se dividen en tres grupos principales atendiendo al semieje mayor, perihelio y afelio: asteroides Atón, asteroides Apolo y asteroides Amor.

## Clasificación de los NEA

Clasificación de los asteroides cercanos a la Tierra.

Algunos NEA con una órbita altamente excéntrica son probablemente cometas extintos que han perdido sus constituyentes volátiles. De hecho unos cuantos NEA mantienen una cola imperceptible desprendido del cinturón de Kuiper, un depósito permanente de cometas cercano a la órbita de Neptuno. El resto de los NEA parecen ser verdaderos asteroides, desviados del cinturón de asteroides por interacciones gravitacionales con Júpiter o por colisiones entre ellos mismos.
Hay cuatro familias de NEA:
- Los asteroides Atón, caracterizados por tener un rango de órbita radial cercano a una ua (unidad astronómica, la distancia de la Tierra al Sol) y un afelio de la longitud del perihelio terrestre, lo que los coloca dentro de la órbita de la Tierra.
- Los asteroides Apolo, con un rango de órbita radial más grande que el de la Tierra y un perihelio menor al afelio terrestre.
- Los asteroides Amor, con un rango orbital radial entre la órbita de Marte y la de la Tierra y un perihelio muy por encima de la órbita terrestre (de 1,017 a 1,3 ua). Los objetos que integran este tipo frecuentemente cruzan la órbita de Marte, pero no la de la Tierra. Las dos lunas de Marte, Fobos y Deimos, quizás alguna vez fueron asteroides del tipo Amor que fueron capturados por el planeta rojo.
- Los asteroides Atira, cuya órbita está englobada en la de la Tierra. Reciben su nombre del asteroide (163693) Atira.

## Probabilidad de impacto de los NEA

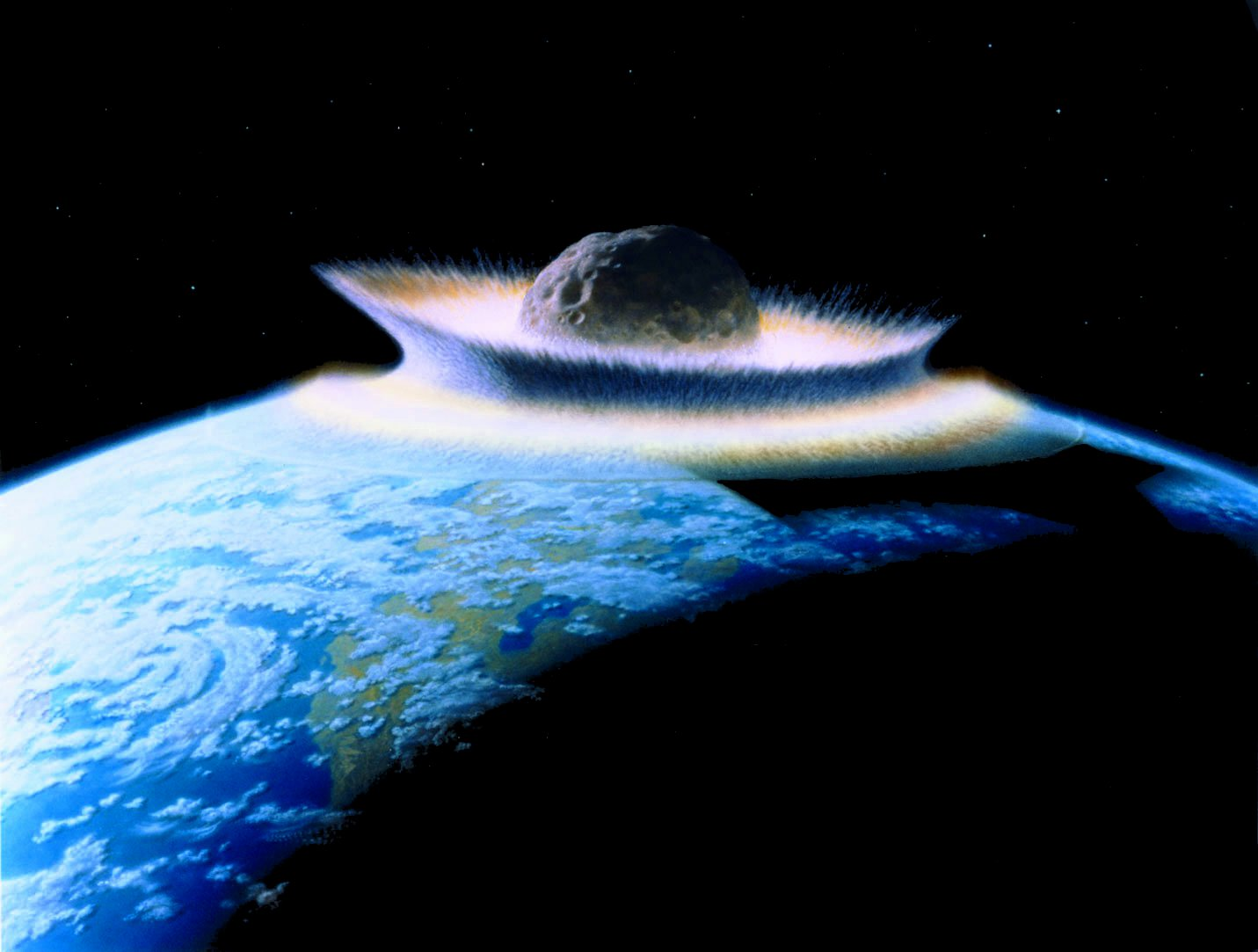
Ilustración artística del impacto hipotético de un asteroide de unos 1000 km de diámetro contra la Tierra. Los asteroides con un diámetro de 1 km golpean la Tierra cada millón de años. Los de 5 km cada 10 millones de años. Por lo tanto, un asteroide como el de la imagen golpearía cada 2000 millones de años.

La aceptación generalizada de la hipótesis Álvarez, que explica el evento de la extinción masiva del Cretácico-Terciario como el resultado de un impacto acontecido con un asteroide o cometa, ha despertado el temor a la posibilidad futura de que la Tierra sea impactada por asteroides que crucen su órbita.
La amenaza de un impacto con la Tierra fue enfatizada por la colisión del cometa Shoemaker-Levy 9 con el planeta Júpiter, acaecida el 16 de julio de 1994.
El 22 de marzo de 1989, el asteroide Asclepio, asteroide Apolo con un diámetro aproximado de 300 metros, se acercó a 0,7 millones de kilómetros de la Tierra (en comparación, la Luna se encuentra a 0,38 millones de kilómetros), atravesando la posición exacta que la Tierra tenía seis horas antes. Si el asteroide la hubiese impactado habría provocado la mayor explosión registrada en la historia humana.
Los asteroides con un diámetro de un kilómetro golpean la Tierra pocas veces en un intervalo de un millón de años. Grandes colisiones con objetos de 5 kilómetros de diámetro ocurren aproximadamente una vez cada 10 millones de años. En 1908, el evento de Tunguska, equivalente a una explosión de 20 megatones de TNT, fue causado probablemente por el impacto de un objeto con un diámetro de aproximadamente 20 metros. Colisiones menores, equivalentes a miles de toneladas de TNT, ocurren algunas veces cada mes.
Aunque ha habido algunas falsas alarmas, varios asteroides se han establecido definitivamente como amenazas a la Tierra. El asteroide (29075) 1950 DA ―con un diámetro aproximado de un kilómetro― se perdió después de su descubrimiento en 1950. Desde entonces, pocas observaciones se habían practicado para calcular su órbita hasta que fue redescubierto el 31 de diciembre de 2000. Se calcula que podría impactar a la Tierra el 16 de marzo del año 2880.

Movimiento del Asteroide 2004 FH. El objeto que aparece fugazmente es un satélite artificial.

El 18 de marzo de 2004, el Linear anunció que un asteroide de 30 metros de diámetro, el 2004 FH, pasaría a solo 42 600 km (un décimo de la distancia de la Tierra a la Luna: el más cercano con un mínimo de error antes visto). Se estimó que asteroides de un tamaño similar pasan cerca de nosotros cada dos años.

### Programas de rastreo NEA
Diversos astrónomos han conducido misiones para localizar NEA. Una de las más conocidas es el Linear, el cual comenzó en 1996. Hasta 2004, Linear efectuó el descubrimiento de decenas de miles de objetos cada año, registrando en ese periodo un 70 % de estos asteroides detectados. La misión Linear usa dos telescopios de 1,5 m localizados en Nuevo México.
Otro proyecto es Spacewatch (en español, vigilancia espacial), el cual usa telescopios de 90 cm, situados en el Observatorio Nacional de Kitt Peak en Arizona, actualizados con un seguidor automático de imágenes, para buscar intrusos en los cielos. Fue puesto en marcha por Tom Gehrels y Robert S. McMillan del Laboratorio Planetario y Lunar de la Universidad de Arizona en Tucson y es operado en la actualidad por McMillan. El proyecto Spacewatch ha adquirido un telescopio de 1,8 m, ubicado también en Kitt Peak, para cazar NEA y ha dotado al viejo telescopio de 90 cm con un dispositivo para formar un sistema electrónico de imágenes con mucho mejor resolución. Esta implementación busca aumentar su capacidad de rastreo. Estos nuevos recursos prometen aumentar la tasa de descubrimientos de NEA a través de Spacewatch de 20 a 30 por año hasta llegar a 200 o más.
Otros programas de investigación que rastrean NEA son Near Earth Asteroid Tracking (NEAT), Lowell Observatory Near-Earth-Object Search (Loneos), Catalina Sky Survey (CSS), Campo Imperatore Near-Earth Object Survey (Cineos), Japanese Spaceguard Association y Asiago-DLR Asteroid Survey (ADAS).
Spaceguard (en español, guardia espacial) es el nombre bajo el cual se agrupan estos programas, algunos de los cuales reciben apoyo de la NASA, bajo un requerimiento del congreso estadounidense de detectar un 90 % de los NEA con un diámetro mayor a un kilómetro.
Un estudio de seguimiento efectuado por la NASA en 2003 reflejó el gasto de 250 a 450 millones de dólares en detectar el 90 % de los NEA con un diámetro mayor de 140 metros hacia el año 2028.

### Impacto en la Tierra
La factibilidad del impacto de un NEA de un kilómetro o de mayores dimensiones, lo que sería una catástrofe sin paralelo en la historia de la humanidad, ha mantenido viva la idea de una red de defensa conjunta y dado lugar a especulaciones en cuanto a cómo desviar objetos que pudiesen significar una amenaza. La detonación de un dispositivo nuclear sobre la superficie de un NEA podría ser una opción. Con la explosión se buscaría alterar su trayectoria en una especie de propulsión nuclear de pulso.
Sin embargo, han ido aumentando las pruebas de que algunos asteroides son en realidad aglomerados de elementos unidos entre sí por la fuerza gravitatoria, por lo que el uso de un detonante nuclear provocaría que el asteroide se desintegrara en distintas partes sin alterar su curso. De alguna forma es mucho peor ser impactado por una nube de asteroides que solo por uno grande. Esto ha provocado una variedad de ideas alternativas para eliminar esta amenaza:
- Colocar difusores de masa, un método de propulsión electromagnética, con el fin de sacar materia polvorienta disparándola lejos para darle un empuje lento y estabilizador.
- Colocar una hoja en forma de película reflectora de PET aluminizado envolviendo el asteroide para que actúe como una vela solar usando la presión de la luz solar para modificar la órbita del objeto.
- Cubrir con polvo blanco el objeto para producir el mismo efecto anterior utilizando el efecto Yarkovsky.

## Ejemplos recientes de impacto de un asteroide
El 18 de febrero de 2014 un meteorito ingresó a la Tierra provocando un fuerte temblor y sonido explosivo en el norte de Argentina.
El 15 de febrero de 2013 un objeto con un diámetro estimado en 18 metros entró en la Tierra. El meteoroide sobrevoló varias provincias y la ciudad de Cheliábinsk en el momento de ingresar en la atmósfera terrestre hasta impactar a 80 km de dicha localidad. Alcanzaron el suelo entre 4000 y 6000 kg de meteoritos, incluido un fragmento de unos 650 kg que fue recuperado posteriormente en el lago Chebarkul.
El 6 de junio de 2002 un objeto con un diámetro estimado en 10 metros colisionó con la Tierra. El impacto ocurrió sobre el mar Mediterráneo, entre Grecia y Libia, aproximadamente a 34°N 21°E, y el objeto explotó en el aire. La energía liberada se estimó (por mediciones infrasónicas) en un equivalente de 26 kilotones de TNT, algo comparable a una pequeña bomba atómica.

## Acercamientos recientes
El 29 de enero de 2008 el asteroide 2007 TU24 pasó a unos 553 512 kilómetros de la Tierra.
El 27 de enero de 2012 el asteroide 2012 BX34 pasó a 66 272 kilómetros de la Tierra.
El 7 de enero de 2017 el asteroide 2017 AG13 pasó a 192 316 kilómetros de la Tierra.